# سأكون هناك من أجلك (أغنية ذي ريمبراندتس)
سأكون هناك من أجلك (بالإنجليزية: I'll Be There for You)‏ هي أغنية لثنائي البوب روك الأمريكي ذي ريمبراندتس. كُتِبت الأغنية بواسطة ديفيد كرين ومارتا كوفمان ومايكل سكلوف وآلي ويليس باعتبارها أغنية الشارة الموسيقية الرئيسية لمسلسل كوميديا الموقف فريندز والذي عُرِض على قناة إن بي سي من 1994 إلى 2004. طُلب من فرقة موسيقى الروك الأمريكية آر إي إم في الأصل السماح باستخدام إحدى أغانيهم كشارة موسيقية لمسلسل فريندز، لكنهم رفضوا ذلك. كُتِبت أغنية «سأكون هناك من أجلك» لاحقًا واختارت شركة تلفزيون وارمر برذرز الفرقة الوحيدة المتاحة في «وارنر برذرز ريكوردز» لتسجيلها: فرقة ذي ريمبراندتس. بعد أن جلبت محطة إذاعية في ناشفيل الأغنية إلى الشعبية السائدة، قام أعضاء ذي ريمبراندتس داني وايلد وفيل سوليم في عام 1995 بتوسيع الأغنية الرئيسية بمقطعين جديدين وتضمين هذا الإصدار في ألبوم الاستوديو الثالث الخاص بهم بعنوان «إل بي» (بالإنجليزية: LP)‏ (1995).
تم إصدار النسخة الموسعة من الأغنية للإذاعة الأمريكية في 23 مايو 1995، وصدرت في المملكة المتحدة في 7 أغسطس 1995، كأول أغنية من ألبوم إل بي. وصلت الأغنية بعد إصدارها إلى المراكز العشرة الأولى في أستراليا ونيوزيلندا والنرويج، وكذلك في جمهورية أيرلندا والمملكة المتحدة في كل من 1995 و 1997. وصلت الأغنية إلى المركز الأول في كندا لمدة خمسة أسابيع وكانت أكثر الأغنية نجاحًا في عام 1995، بينما وصلت الأغنية إلى رتبة 17 في الولايات المتحدة في بيلبورد هوت 100 وتصدرت «بيلبورد هوت آيربلاي 100» لمدة ثمانية أسابيع.

## الخلفية والإطلاق
كانت أغنية شارة بداية مسلسل فريندز ستكون في البداية «أناس سعداء مشرقون» (بالإنجليزية: Shiny Happy People)‏ لفرقة موسيقى الروك الأمريكية آر إي إم، ولكن عندما رفضت الفرقة ذلك، قررت شركة تلفزيون وارنر برذرز بدلاً من ذلك إعادة إنشاء صوت أر إي إم من خلال إعادة صوت فرقة ذي ريمبراندتس لكتابة أغنية أصلية. لم ترغب فرقة ذي ريمبراندتس في تسجيل الأغنية، ولكن نظرًا لأنهم كانوا الفرقة الوحيدة المتاحة في شركة «وارنر برذرز ريكوردز» فقد رضخوا لمطالب الشركة. كتب كل من ديفيد كرين ومارتا كوفمان مع مؤلفة الأغاني ألي ويليس الكلمات الأصلية لأغنية «سأكون هناك من أجلك» كبيت شعري واحد حسب الحاجة لطول شارة بداية المسلسل. قام كل من أعضاء رامبراندتس فيل سوليم وداني وايلد بإطالة المقطع من خلال كتابة المقطع الثاني والقنطرة الموسيقية. لَحَن الأغنية مايكل سكلوف وهو زوج مارتا كوفمان.
ٱعيد تسجيل الأغنية الأصلية والتي تقل مدتها عن دقيقة واحدة على أنها أغنية بوب مدتها ثلاث دقائق. بعد أن قام مدير البرامج الإذاعية تشارلي كوين والمذيع الإذاعي ومدير الموسيقى توم بيس في ناشفيل بتحويل النسخة القصيرة الأصلية إلى مسار كامل وبثه على المحطة الإذاعية «(بالإنجليزية: WYHY)‏»، أصبحت الأغنية مشهورة للغاية لدرجة أنهم اضطروا إلى إعادة التسجيل. قال المغني الرئيسي فيل سوليم: «قالت شركة التسجيلات الخاصة بنا إن علينا إنهاء الأغنية وتسجيلها. لم يكن هناك طريقة للخروج منها». كان التصفيق في نهاية السطر الأول من الأغنية إضافة في اللحظة الأخيرة، حيث اعترف سوليم بأنه كان قرارًا حكيمًا ووصفه بأنه أفضل جزء من الأغنية. تم تقديم نسخة مدتها ثلاث دقائق من «سأكون هناك من أجلك» إلى الراديو الأمريكي المعاصر في 23 مايو 1995. ٱصدر أسطوانة منفردة وشريط منفرد في المملكة المتحدة في 7 أغسطس 1995. أعيد إصدار الأسطوانة المنفردة وشريط الكاسيت في 12 مايو 1997 في المملكة المتحدة للاحتفال بإصدار الموسم الأول من فريندز في البلد.

## الاستقبال النقدي
ٱدرجت الأغنية في عام 2009 بواسطة مجلة «بلاندر» كواحدة من «أسوأ 50 أغنية على الإطلاق». من ناحية أخرى، قامت العديد من المجلات بإدراج الأغنية كأحد أفضل أغاني شارة البداية التلفزيونية، بما في ذلك مجلة بيست، ومجلة «كومبلاكس»، ومجلة «أوبسارفر».